# Henrique César Fernandes Mourão
Henrique César Fernandes Mourão SDB (* 22. November 1877 in Rio de Janeiro; † 30. März 1945 in São Paulo) war ein brasilianischer Ordensgeistlicher und römisch-katholischer Bischof von Cafelândia.

## Leben
Fernandes Mourão entschied sich Salesianer Don Boscos zu werden. Nach dem Noviziat, den ersten Ordensgelübden und dem Studium der Philosophie und Theologie, empfing er am 30. November 1901 durch den Erzbischof von Mariana, Silvério Gomes Pimenta, die Priesterweihe.
Innerhalb der Ordensgemeinschaft war er unter anderem Direktor des Liceu Coração de Jesus in São Paulo.
1924 wurde er zum Apostolischen Administrator des bereits 1922 gegründeten Bistums Campos ernannt. Am 1. Mai 1925 ernannte ihn Papst Pius XI. zum ersten Diözesanbischof von Campos. Die Bischofsweihe spendete ihm der Apostolische Nuntius in Brasilien, Erzbischof Enrico Gasparri, am 18. Oktober desselben Jahres. Mitkonsekratoren waren der Bischof von Goiás, Emanuel Gomes de Oliveira SDB, und der Bischof von Espírito Santo, Benedito Paulo Alves de Souza.
Am 16. Dezember 1935 wurde er zum Bischof von Cafelândia ernannt und am 10. März 1936 in das Amt eingeführt. Dort baute er das Colégio Salesiano, die Escola Normal Nossa Senhora Auxiliadora und das Priesterseminar Nossa Senhora do Rosário. Außerdem holte er weitere Salesianer Don Boscos in diese große Diözese.
Nachdem er im Sanatorium von Santa Catarina in São Paulo gestorben war, begrub man ihn in der Ko-Kathedrale von Cafelândia.